# Elena Burke
Romana Elena Burgués González, bekannt unter ihrem Künstlernamen Elena Burke (* 28. Februar 1928 in Havanna; † 9. Juni 2002 ebenda), war eine kubanische Sängerin, spezialisiert auf Bolero und romantische Lieder. Gerne wurde sie auch als La Señora sentimiento oder als La dama del feeling bezeichnet, was übersetzt beides etwa „Die Frau des Gefühls“ bedeutet. Sie machte das Thema Tú me acostumbraste von Frank Domínguez populär und unvergessen.
Elena Burke war bekannt für die Art, ihre Interpretationen auf eine sehr intime und emotionelle Art dem Publikum vorzutragen. Ihre Karriere begann sie mit Dámaso Pérez Prado am Piano, der später als der König des Mambo bekannt wurde. Sie wurde später Teil des Quartetts von Orlando de la Rosa. 1943 gewann sie beim kubanischen CMQ Radio in der Sendung La corte suprema del arte (Oberster Kunstgerichtshof) einen Preis.
Einige Zeit verbrachte sie in Mexiko, wo sie unter anderem mit Facundo Rivero arbeitete und sich auch einem Bühnentraining unterzog. 1947 gründete sie Las Mulatas de Fuego (Mulattinnen der Feuers) und 1950 bildete sie mit Rolando Espinosa ein Tanzpaar.
Elena Burke tourte durch Spanien, Chile, Polen, Westdeutschland, Tschechoslowakei, USA und Mexiko. Sie arbeitete mit den Künstlern und Gruppen wie Dámaso Pérez Prado, Ray Charles, Armando Manzanero, Los Van Van, la Orquesta Aragón, Los Papines zusammen. Mit Bola de Nieve, Benny Moré, Fernando Álvarez, Juana Bacallao, Tito Gómez, Toña la Negra, Frank Domínguez und Pablo Milanés sang sie Duette.
Elena Burke ist Mutter bzw. Großmutter der ebenfalls bekannten kubanischen Sängerinnen Malena und Lena Burke.

## Diskografie
- Aquí de pie
- Aburrida
- Vieja luna
- Nuestras vidas
- Eres mi felicidad
- Gemas de Navidad.
- Elena canta lo sentimental.
- Elena Burke
- La Burke mit Meme Solís am Piano
- Elena Burke mit Juan Formell
- A solas
- De lo que te has perdido, sello Areíto.